# Dead Rising 4
Dead Rising 4 é um videojogo de Survival Horror, ação e aventura desenvolvido pela Capcom Vancouver e publicado pela Xbox Game Studios exclusivamente para Xbox One e Windows 10. É a quarta edição da série Dead Rising. Foi anunciado na conferência de imprensa da E3 2016 da Microsoft em 13 de junho de 2016. Ele apresenta o retorno de Frank West e é ambientado no natal em Willamette, Colorado.
O jogo foi lançado mundialmente em 6 de dezembro de 2016 e recebeu avaliações médias dos críticos. Uma versão do Microsoft Windows para o Steam foi lançada em março de 2017, publicada pela Capcom. Uma versão para o PlayStation 4 do jogo, intitulada Dead Rising 4: Frank's Big Package, foi lançada em 4 de dezembro de 2017.

## Enredo
O jogador retoma o papel do fotojornalista Frank West, que retornou a Willamette, Colorado, durante a temporada de Natal, onde houve um surto de zumbis.
Tal como acontece com os outros jogos da série, o jogo tem um mundo aberto igual ou superior ao seu antecessor, e Frank pode fazer uso de muitos objetos para matar as hordas de zumbis e soldados espalhados por Willamette. Uma das novidades são os exotrajes que proporcionam mais proteção e força a Frank além de poder combiná-lo com diversos objetos para criar um traje ainda mais devastador. Os inimigos como sempre serão os zumbis, mas também um novo tipo de zumbi mais resistente e rápido é encontrado em Willamette. 
Além dos soldados armados com exotrajes, o Dead Rising 4 não conta mais com os famosos Psicopatas dos jogos anteriores, mas com pessoas que possuem apenas um armamento especial chamado Maniacos.